# جو مور (متزلج سريع)
جو مور (بالإنجليزية: Joe Moore)‏ هو متزلج سريع أمريكي، ولد في 12 يناير 1901 في نيويورك في الولايات المتحدة، وتوفي في 1982.

## وصلات خارجية
- جو مور على موقع SpeedSkatingBase.eu (الإنجليزية)
- جو مور على موقع SpeedSkatingNews.info (الإنجليزية)
- جو مور على موقع SpeedSkatingStats.com (الإنجليزية)
- جو مور على موقع اللجنة الأولمبية الدولية (الإنجليزية)
- جو مور على موقع أوليمبيديا (الإنجليزية)